# Rhytiodus
Genre
Rhytiodus est un genre de poissons d'eau douce téléostéens de la famille des Anostomidae (ordre des Characiformes).

## Répartition
Les espèces du genre Pseudochalceus se rencontrent en Amérique du Sud.

## Liste des espèces
Selon World Register of Marine Species (14 décembre 2023) :
- Rhytiodus argenteofuscus Kner, 1858
- Rhytiodus elongatus (Steindachner, 1908)
- Rhytiodus lauzannei Géry, 1987
- Rhytiodus microlepis Kner, 1858

## Classification
Le nom valide complet (avec auteur) de ce taxon est Rhytiodus Kner, 1858,.

## Étymologie
Le nom générique, Rhytiodus, composé du grec ancien ῥυτιδώδης, rhytidṓdēs, « ridé », et ὀδούς, odoús, « dent », et fait probablement référence aux dents finement dentelées de l'espèce Rhytiodus argenteofuscus.

## Publication originale
- (de) R. Kner, « Beiträge zur Familie der Characinen », Sitzungsberichte der Kaiserlichen Akademie der Wissenschaften. Mathematisch-Naturwissenschaftliche Classe, empire d'Autriche, vol. 30, no 13,‎ 1858, p. 75-80 (ISSN 1021-7045, lire en ligne, consulté le 14 décembre 2023).